# 합기도원
합기도원(합기도院), 또는 세계합기도원은 1981년 미국 미시간주에서 명홍식(총재)에 의해 설립되었으며 2004년 미국 켈리포니아주로 이전하였다. 합기도원은 합기도 사범 교육의 중심지로서 공인 승단(검은띠)과 도장 인증서 및 자격증을 발급하고 세미나를 제공하며 합기도 조직과 학교를 이끌고 지도한다. 합기도원은 합기도의 이념에 따라 건전한 정신과 육체, 정신을 갖춘 합기도 지도자를 양성한다. 합기도원은 합기도인들의 화합과 이익에 초점을 두고 있다. 합기도원은 무술, 공동체 및 합기도원 자체의 개선에 기여한 사람들과 우수회원, 우수수지도자들에게 그에 맞는 보상을 제공한다.

## 같이 보기
- 한국 무술